# 島根縣立大學
島根縣立大學（日语：／，英文名稱：The University of Shimane）是一所日本公立大學。是位于日本島根縣的一所公立大学，於1993年建立，簡稱為「島縣大」或「县立大学」。

## 簡介
島根縣立大學，是2000年開設大學教育的日本公立大學。該校的目標是成為日本海周邊相關諸國研究中心。島根縣以前設有包括縣立大學和短期大學在內的3所大學，2007年4月，合併島根縣立島根女子短期大學和島根縣立看護短期大學。設置了公立大學法人「公立大学法人島根縣立大学」，成為由公立大學法人島根縣立大學所運營的綜合大學。島根縣立大學在全球高校網（4ICU）國家高校排名為241位。

## 沿革
- 1993年4月 島根縣立国際短期大学開学
- 2000年4月 島根縣立大学開学（島根縣立国際短期大学学生停止招生）
- 2003年4月 島根縣立大学大学院開設東北亞研究科博士課程、開發研究科碩士課程
- 2007年4月 設置島根県立大学短期大学部。
- 2012年4月 設置看護学部。

## 校區
- 濱田校區（島根県濱田市野原町2433-2）
- 出雲校區（島根縣出雲市西林木町151）
- 松江校區（島根縣松江市浜乃木7-24-2）

## 組織

### 学部
- 綜合政策学部
  - 綜合政策学科
- 看護学部
  - 看護学科

### 短期大学部
- 短期大学部
  - 綜合文化学科
  - 健康栄養学科
  - 保育学科

### 大学院
- 東北亞開發研究科
  - 東北亞専攻（博士前期課程）
  - 地域開發政策専攻（博士前期課程）
  - 東北亞超域専攻（博士後期課程）[3]